# 横須賀ねね
横須賀 ねね（よこすか ねね、1986年8月3日 - ）は、日本のAV女優、ストリッパー。
群馬県出身、サンライズエージェンシー所属。

## 略歴
2008年にAVデビュー。
2010年1月11日、新宿ニューアートでストリップデビュー。
趣味は、音楽鑑賞、ヒーリング。特技は、クラシックバレエ。好きなものは、辛い物、手ざわりがイイ物、癒し系物。

## 作品

### アダルトビデオ
2008年
- jk009 ねね（5月23日、ゴーゴーズ）
- Gal and Do 01（8月15日、VIP）他出演:愛乃みく、村上里沙
- 見たこともない体位で絡み合う!超絶軟体BODY!!（8月21日、LADY×LADY）共演:大石もえ、横山翔子、生田沙織
- 家庭教師はガマンできない 31（8月23日、クリスタル映像）他出演:七瀬かすみ、菊池千尋、若槻尚美、今野まりあ、石崎藍
- 隠し撮り！ 現場裏でスタッフが女優をマジ口説き！（8月24日、VIP）他出演:美月るか、葉月紗絢、広瀬ゆな、一ノ瀬あきら
- ウブな女子店員にドッキリ企画 ハレンチ試着室 2（9月18日、アイエナジー）他出演:七海、岡本きら、星優乃、柳原純、空野まりえ
- グチョヌレ競泳水着に擦りつけて射精したい（11月8日、ラハイナ東海）他出演: ひなのりく、霧島奈緒子、ななみしおり、緋村由衣
- 可愛い女の子達のディルドオナニー（11月21日、OFFICE K'S）他出演:柳原純、藤崎もえ、保科かをり、近藤優希
- kawaii*女学園パラダイス♥美少女14人が学校でセックchu♥4時間（11月22日、kawaii）共演:鮎川なお、辻さき、花房愛里、つぼみ、胡桃沢誠、門田まつり、遥ゆりあ、真田リサ、鈴木千里、藤崎もえ、涼宮ラム、飯島くらら、桜庭彩  ※AVグランプリ2009作品
- 女子高生こすりつけオナニー（11月25日、竜宮城/妄想族）他出演: 東野愛鈴、佐伯奈々、七瀬かすみ、麻生亜衣、織田ゆめ、牧田さおり

2009年
- エロい女のピストンマ●コとイヤラシい腰使い 絶頂限界ディルドゥオナニー（1月16日、映天）他出演:青空のん、青山可菜、小林晶、河本愛
- 素人に濃厚なラブシーンを見せつけたらどうなるか？（1月17日、ラハイナ東海）共演:宮下まい、村瀬優花、杏ののか
- 禁断淫欲学園（4月3日、アウダースジャパン）共演:鷹宮りょう、佐伯奈々、明佐奈
- DOKIレズ 33（4月3日、アウダースジャパン）共演:鷹宮りょう、佐伯奈々、明佐奈
- コスプレ☆ダンスパーティー VOL.1（4月17日、映天）共演:彩花ゆめ、ひなのりく、飯島くらら、菊川瑠璃、紅月りえ
- 極上手コキ vol.5（4月19日、Mr.IMPACT）他出演:かわのすみれ、むかいねね、阿部らん、雨宮ゆん、加羽ゆい、桐島みずほ、今井なつみ、詩音、七咲楓花、渋谷梨果、純花しおん、上原ひな、真心実、神谷りの、須真杏里、水野さやか、青木菜摘、石川みずき、雪平あい、倉科さやか、早崎れおん、村瀬優花、大崎ちわ、椿エリ、白浜ゆり、姫川みなみ、片岡梨沙、涼宮ラム、遥ゆりあ、華咲レイ、片岡美沙、秋月まひる、観月さな、藤沢ローラ、神野楓、春乃ヒカリ、上原リナ、日羽まり、渋谷あすか
- 女子高生日常的クンニ3 〜何だか私のマ○コ、舐められてるみたい！〜（5月22日、OFFICE K'S）他出演:宮崎あい、真山奈々、星村智花、岩崎可奈子
- 女尻オナニー（6月5日、映天）他出演:彩花ゆめ、ひなのりく、菊川瑠璃、松雪杏奈
- スペレズお掃除フェラ（6月5日、OFFICE K'S）他出演:彩花ゆめ、紅月りえ、小春、菊川瑠璃、ひなのりく、アゲハ、牧野さら、伊藤あずさ、麻生かおり、飯島くらら、佐倉美佐
- 顔面ひでぶアクメ（6月5日、OFFICE K'S）他出演:高崎紀子、七瀬ゆうり、葉月紗絢
- 手コキはセックスより上級！ 唾液まみれ手コキ ダイレクトに味わう女のツバ（6月20日、レイディックス）他出演:華恋、倉科さやか、森元あすか、甲斐ミハル、椿さりな
- 愛欲指オナニー Vol.2（7月1日、竜宮城/妄想族）他出演:伊藤あずさ、東野愛鈴、アゲハ、宮崎あい、愛勇希、鈴花、佐倉美佐
- 女子高生ぶりケツ顔面騎乗（竜宮城／妄想族）他出演:宮崎あい、真山奈々、星村智花、佐倉美佐
- 二穴オナニー（7月17日、映天）他出演:七瀬かすみ、飯島くらら、萩原亜紀、館山真冬
- BROWNIE 5（7月18日、デジタルアーク）
- ノーパン・ハイスクール（8月7日、プレミアム）共演:雪見紗弥、みはる、あすかみみ、原田実紗、桜樹うらん、羽村智奈、RUMIKA、中川あやね、内藤斐奈、白浜ユリ、倉科さやか、黒田もね、南芽衣奈、かわのすみれ
- ワザと仕掛けて興奮するオンナの密着ベロちゅ〜ベロ射精（8月19日、ロータス）他出演:香坂美々、木村シアラ、椿さりな、藤谷りこ、かわのすみれ
- 女子プロレスの技は本当に痛いのか徹底検証! 尾崎魔弓 豊田魔波 ダイナマイト・関西VSグラビアタレント11人 グラビアアイドル悶絶・絶叫・号泣・羞恥のスペシャルマッチ!（8月19日、ROOKIE）他多数出演

2010年
- 美少女姦通（1月22日、映天）他出演:小野理菜
- アナルアクメ（4月16日、OFFICE K'S）他出演:遥心美、酒井唯香、雪平あい
- お漏らしクンニ（4月16日、OFFICE K'S）他出演:かわのすみれ、葉月みりあ、響愛莉、松原ゆきの、三浦直緒、南つかさ
- 前立腺を責められて感じちゃった健太郎（5月21日、OFFICE K'S）他出演:月嶋美唯、酒井唯香、遥心美、雪平あい
- レズガチンコSP 大増量版!（6月18日、アウダースジャパン）他12名出演

2011年
- ヌルヌル、ビチョビチョ、グチョグチョ、プチュプチュ 着衣WET濡れ透けマニア（1月13日、東京マニGUN'S）他出演:須藤愛、向坂美々、倉科さやか、藤谷りこ
- 大きさを確かめるように大きく揉みだすと、彼女は敏感に反応し大きく声をあげた… 20人のおっぱいモミまくりコレクション（1月25日、東京マニGUN'S）他19名出演
- むっちり豊満なヒップの背後からいきり勃ったチンポで尻肉を撫で回す 綺麗なお姉さんにおしりコキ2（2月13日、東京マニGUN'S）他出演:須藤愛、向坂美々、藤谷りこ、倉科さやか
- 調子に乗ったマッサージ（8月25日、東京マニGUN'S）他出演:倉科さやか、須永愛、藤谷りこ、向坂美々
- 寝ている女にイタズラするテクニック 「寝息が聞こえてもしばらく待ちましょう」（9月3日、東京マニGUN'S）他出演:須藤愛、向坂美々、倉科さやか、藤谷りこ